# Rio Itajaí-Mirim
Der Rio Itajaí-Mirim ist ein Fluss im brasilianischen Bundesstaat Santa Catarina. Er ist ein rechter Nebenfluss des Rio Itajaí-Açu, der in den Atlantischen Ozean mündet. Er entspringt der Serra dos Faxinais, die einen Teil der Serra Geral bildet, auf dem Gemeindegebiet von Vidal Ramos auf einer Höhe von etwa 1000 Metern. Der Rio Itajaí-Mirim fließt im Mittellauf durch die Stadt Brusque. Bei Itajaí mündet er in den Rio Itajaí-Açu. Seine Länge wird mit etwa 170 km angegeben.

## Namensherkunft
Der Name stammt aus der Tupi-Sprache aus itá + îá + ‘y + mirĩ und bedeutet etwa „Kleiner Fluss voll mit Steinen“.